# 印度管理研究所亞美達巴德分校

IIM亞美達巴德分校

印度管理研究所亞美達巴德分校初創於1961年，由印度政府、工商界與古吉拉特邦政府創辦而自治校務，乃IIM體系中歷史第二悠久的學府。著名的科學家维克拉姆·萨拉巴伊與其他以亞美達巴德的實業家歷來在該校的成立上皆扮演著重要角色。

亞美達巴德分校自創辦以來即與美國哈佛商學院有課程合作，並成立了學會以評估校務的發展方針。其中的發展任務即包括經由授課、研究、訓練、校園建設和管理顧問的過程，使印度人的管理觀念趨於專業化。亞美達巴德分校遂獲得了歐洲EQUIS的肯定，是當前全印度唯一獲此殊榮的商學院。目前的校務重心在農業、教育、衛生、交通、人口控制、能源、公共管理上，使相關產業的發展更健全而現代化。英國《經濟學人》指出，每500名考生爭取該校1席MBA學生名額。
亞美達巴德分校與全球許多商學院有學生交換計劃，包括蘇威布魯塞爾經濟管理學院、史登商學院、哥倫比亞大學哥倫比亞商學院、芝加哥大學商學研究所、加州大學洛杉磯分校安德森管理學院、加拿大約克大學舒力克商學院、法國高等經濟商學院、巴黎HEC管理學院等有學務合作。

## 外部連結
- 印度人力資源發展部
- IIM 亞美達巴德分校